# A City Sleeps
A City Sleeps é um jogo de tiro com rolagem desenvolvido pela Harmonix para sistemas Microsoft Windows e Mac OS X em 16 de outubro de 2014.

## Jogabilidade
A City Sleeps é um jogo de tiro com dois manípulos de rolagem horizontal. O jogador controla Poe, um exorcista dos sonhos que entra nos pesadelos dos cidadãos de SanLo City para ajudar a libertá-los de uma força que controla a cidade. O jogador move Poe pela tela com um stick do controle e aponta sua arma com o outro para desviar da torrente de balas que as forças do pesadelo disparam contra ela e derrotá-las com sua própria arma. O jogador também pode mover Poe para perto de um inimigo, arriscando mais danos de suas balas, mas permitindo que Poe derrote o inimigo com uma espada, o que ajuda a construir um medidor especial.  Quando este medidor estiver cheio, o jogador pode acionar um ataque especial que afeta todos os inimigos na tela. Os padrões de aparência dos inimigos e quando eles disparam estão intimamente ligados à trilha sonora do jogo, refletindo na experiência anterior da Harmonix no desenvolvimento de jogo de ritmo .
Além de suas próprias habilidades, Poe possui um trio de "fantasmas" que a acompanham e que podem ser anexados a nós especiais localizados nos níveis. Cada fantasma tem uma habilidade única: um pode curar Poe, outro pode disparar suas próprias balas e o terceiro pode drenar a saúde dos inimigos presos nas proximidades. O tipo de nó afetará como essas habilidades funcionam; por exemplo, o fantasma gerador de saúde em alguns nós pode acabar disparando balas de saúde que Poe pode usar para restaurar a saúde, enquanto outros nós podem criar um campo de restauração de saúde perto do nó.  O jogador pode trocar fantasmas e nós a qualquer momento, embora os inimigos continuem a atirar em Poe durante este processo.

## Desenvolvimento e lançamento
A City Sleeps foi desenvolvido por uma parte da equipe da Harmonix que trabalhou em seu jogo de tiro em primeira pessoa baseado em música, Chroma. O título foi revelado na convenção PAX Prime em 2014.

## Recepção
A City Sleeps recebeu críticas "mistas" de acordo com o site do Metacritic.